# Duke Nukem Forever
Duke Nukem Forever este un joc first-person shooter din 2011 lansat pentru Microsoft Windows, OS X, PlayStation 3 și Xbox 360. A fost dezvoltat de 3D Realms și Triptych Games și terminat de Gearbox Software și Piranha Games. Este sequel-ul jocului Duke Nukem 3D lansat în 1996 și al patrulea joc din seria principală de jocuri Duke Nukem.
Duke Nukem Forever este un exemplu notabil de vaporware; jocul a fost lansat în 2011 după 15 ani de dezvoltare. Duke trebuie să salveze din nou Pământul de extratereștrii.